# منتخب النرويج لكرة الأرض للرجال
منتخب النرويج الوطني لكرة الأرض للرجال (بالنرويجية: Norges herrelandslag i innebandy)‏ هو ممثل النرويج الرسمي في المنافسات الدولية في كرة الأرض .

## وصلات خارجية
- الموقع الرسمي